# Nowe przygody Mikołajka
Nowe przygody Mikołajka (fr. Histoires inédites du Petit Nicolas) – książka napisana przez René Goscinnego i zilustrowana przez Jean-Jacques'a Sempégo z serii o Mikołajku. Składa się z ponad 80 niepublikowanych wcześniej opowiadań; w 2005 roku na język polski przełożyła ją Barbara Grzegorzewska, a w 2007 roku ukazał się drugi tom, zawierający ponad 40 historyjek.

## Audiobook
W 2007 roku wydawnictwo Znak wydało „książkę do słuchania” (ISBN 978-83-240-0877-3) czytaną przez Jerzego Stuhra i Macieja Stuhra. Edycja zawiera 10 płyt audio CD i 1 płytę w formacie mp3. Całkowity czas nagrania to 602 minuty i 15 sekund.